# Cyx decorata
Cyx decorata är en tvåvingeart som först beskrevs av Paramonov 1950.  Cyx decorata ingår i släktet Cyx och familjen svävflugor. Inga underarter finns listade i Catalogue of Life.